# Parafia św. Krzysztofa w Podkowie Leśnej
Parafia Św. Krzysztofa w Podkowie Leśnej – rzymskokatolicka parafia należąca do dekanatu brwinowskiego, archidiecezji warszawskiej, metropolii warszawskiej Kościoła katolickiego, w Podkowie Leśnej. Obsługiwana jest przez księży diecezjalnych.
Patronem parafii jest św. Krzysztof. W kościele wisi jego imaginacyjny wizerunek pędzla artysty-malarza Jana Rosena (1891–1982). Proboszczem parafii jest w 2021 roku ks. kanonik Wojciech Osial.

## Historia
Parafia została erygowana w 1945, a następnie – jak czytamy w dokumentacji archiwalnej przechowywanej przez Towarzystwo Przyjaciół Miasta Ogrodu Podkowa Leśna – erygował ją „11 listopada 1951 r. metropolita gnieźnieński i warszawski, prymas Polski abp Stefan Wyszyński.”

### Kościół parafialny
Początki parafii datują się od chwili, kiedy w 1932 roku utworzono Komitet Budowy Kościoła w Podkowie. Według cytowanej wyżej dokumentacji archiwalnej – „Kościół św. Krzysztofa w Podkowie Leśnej zbudowany został w centrum powstającego od 1925 r. osiedla miasta ogrodu Podkowa Leśna. Zarząd Dóbr zajmujący się administracją i urządzaniem Podkowy działkę pod budowę kościoła przekazał w listopadzie 1932 r. 11 listopada wmurowano kamień węgielny, a już rok później – 5 listopada 1933 r. – kościół poświęcony został przez ks. bpa Antoniego Szlagowskiego. Od 1 stycznia 1934 r. jego administrację objął ks. rektor Bronisław Kolasiński (1882–1945).” Stąd wynika, że początkowo świątynia była kościołem rektoralnym. Tak więc obecny kościół parafialny pochodzi z lat 1933–1934. Na terenie przykościelnym znajduje się okazały ogród z alejami spacerowymi i różnorodnymi gatunkami roślin. 

### Proboszczowie
Proboszczami parafii byli: ks. Bronisław Kolasiński (1882–1945) – początkowo rektor kościoła, ks. Franciszek Barański (1896–1969) represjonowany przez władze komunistyczne, ks. Leon Kantorski (1918–2010), ks. dr Leszek Slipek.

#### ks.Leon Kantorski
Szczególnie głęboko i serdecznie upamiętnił się we wspomnieniach parafian z lat tzw. Polski Ludowej ks. Leon Kantorski, który – po przejściu na emeryturę 1 września 1991 r. – pozostał w parafii jako rezydent i nie zaprzestał aktywności społecznej. Na jego msze w Podkowie – jak wspominała Bożenna Klukowska-Rożniatowska – „ciągnęły tłumy wiernych spoza miasta”, by słuchać jego kazań – i napisała dalej: „Wiedział, że są nagrywane, i zwracał się do ubeków, by słuchali tego, co mówi.”
Ksiądz Kantorski pozostał w serdecznej pamięci parafian także w związku z wprowadzeniem do kościoła muzyki bitowej według kompozycji Katarzyny Gärtner i Kazimierza Grześkowiaka (styczeń 1968), ale przede wszystkim w związku z jego szerokim spojrzeniem na wydarzenia zachodzące w skali miasta ogrodu Podkowa Leśna i kraju.

#### Ks. Leszek Slipek
Następcą ks. Leona Kantorskiego był ks. Leszek Slipek.

#### Ks. kanonik Wojciech Osial
W 2001 roku proboszczem został ks. kanonik Wojciech Osial, wysoce ceniony przez parafian za jego zaangażowanie nie tylko w służbę duszpasterską (m.in. w grupach modlitewnych, np. „Źródło Życia”), ale i za działalność kulturalną między innymi w formie koncertów z udziałem wybitnych artystów (np. zespołów „Prima Vista”, czy też Zespołu Pieśni i Tańca „Mazowsze”).

### Pianista
Niezależnie od inicjatyw kulturalnych poszczególnych proboszczów na upamiętnienie zasługuje wieloletnie zaangażowanie w prowadzenie chóru parafialnego – wybitnego pianisty, a zwłaszcza pedagoga, mieszkańca Podkowy Leśnej, a następnie Otrębusów – Kazimierza Gierżoda późniejszego rektora warszawskiego Konserwatorium.

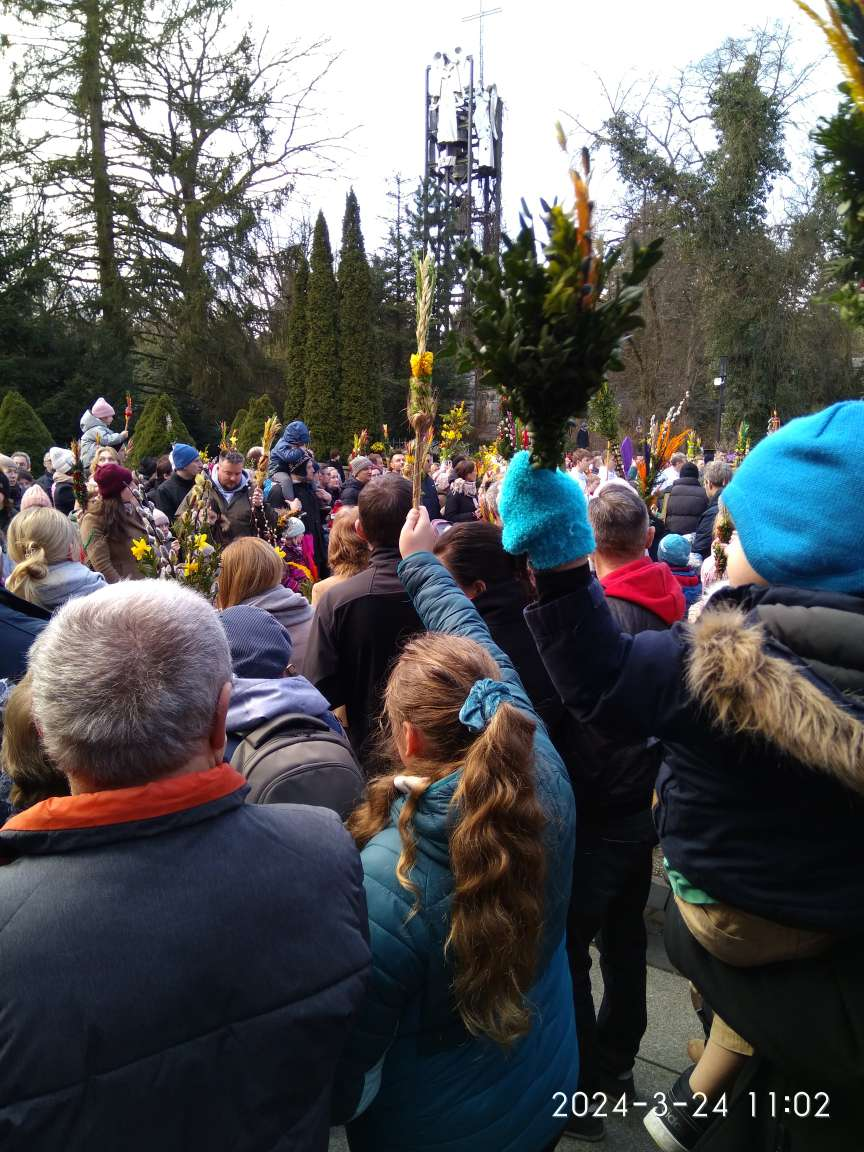
Uroczystość poświęcenia i konkurs palm wielkanocnych, Podkowa Lesna, 24 marca 2024

### Autosacrum
Szczególna tradycją w parafii od chwili poświęcenia kościoła w dniu 5 listopada 1933 jest uroczystość poświęcenia pojazdów mechanicznych „Autosacrum”. W zbiorze archiwalnym materiałów pozostałych po ks. Leonie Kantorskim można przeczytać: „Inicjatorzy i organizatorzy budowy kościoła w Podkowie Leśnej Halina i Janusz Regulscy związani byli ze środowiskiem automobilistów – stąd pomysł uczynienia patronem świątyni Św. Krzysztofa – uważanego za opiekuna nie tylko podróżnych, lecz także automobilistów, motocyklistów i lotników – co ułatwiło zbiórkę datków i protektorat Automobilklubu Polskiego, Polskiego Związku Motocyklowego i Aeroklubu RP. Na poświęcenie kościoła św. Krzysztofa 5 listopada 1933 r. przybyli licznie posiadacze pojazdów mechanicznych, które też zostały poświęcone. W następnym roku, 3 maja, święcenie samochodów otwierało sezon automobilowy i było już uroczystością zorganizowaną i w zamierzeniu cykliczną. Tradycja, przerwana przez wydarzenia wojenne, a po wojnie przywoływana niesystematycznie (święcono pojazdy w niedzielę po 25 lipca, dniu św. Krzysztofa), została odnowiona po 1964 r., gdy parafię Podkowa Leśna objął ks. Leon Kantorski. Od 1967 r. uroczystość nosi nazwę Autosacrum i odbywa się corocznie w pierwszą majową niedzielę.”

### Sprzeciw wobec totalitaryzmu
Na początku lat osiemdziesiątych XX stulecia parafia była ośrodkiem sprzeciwu wobec totalitarnych praktyk ówczesnego reżimu komunistycznego, sprzeciwu, któremu patronował ks. Leon Kantorski. Wyrazem tego protestu była między innymi powszechnie znana podjęta w dniach 7–17 maja 1980 przez krajowe środowiska demokratyczne głodówka. Jak to określił Leszek Budrewicz: „Była to trzecia głodówka protestacyjna zorganizowana przez KSS KOR przy współudziale innych środowisk opozycji, w intencji uwolnienia więzionych działaczy opozycji oraz jako akt solidarności z głodującymi w więzieniu Mirosławem Chojeckim i Dariuszem Kobzdejem”.